# Sacrificio d'amore (tragedia)
Sacrificio d'amore (Love's Sacrifice) è una tragedia del drammaturgo inglese John Ford, andata in scena per la prima volta presumibilmente nel 1633.

## Trama
Filippo Caraffa, duca di Pavia, durante una battuta di caccia vede una bellissima giovane chiamata Bianca, la figlia di un gentiluomo milanese. Caraffa se ne innamora e la sposa, ma anche l'amico del Duca, Fernando, si innamora di Bianca. La nuova duchessa lo rifiuta, ma col tempo ammette di ricambiare i sentimenti di Fernando. Fiormonda, la sorella vedova di Caraffa, è innamorata da tempo di Fernando, che la ignora completamente, e per ripicca rivela al fratello che ci sono sentimenti tra Bianca e Fernando. Tramite il suo machiavellico sicofante D'Avolos, Fiormonda fa insospettire il fratello circa la moglie, spingendolo in un baratro di gelosia che spinge Caraffa ad uccidere la moglie e l'amico. Quando scopre che Bianca e Fernando non hanno mai consumato il loro amore e che la moglie gli è sempre stata fedele, Caraffa si uccide.

## Origini

### Fonti
Sacrificio d'amore è basata sugli eventi reali legati a Carlo Gesualdo, principe di Venosa, che si macchiò dell'omicidio della moglie e dell'amante di lei. I nomi dei personaggi sono stati presi direttamente o con minime variazioni dai protagonisti della macabra vicenda italiana: lo sgherro D'Avolos prende il nome dalla moglie uccisa del principe, Maria D'Avolos, mentre il nome del duca di Pavia, Filippo Caraffa, è molto simile a quello dell'amante assassinato, Fabrizio Carafa. Probabilmente Ford conosceva la vicenda tramite il libro di  Henry Peacham The Compleat Gentleman. I critici hanno anche evidenziato l'influenza dell'Otello di Shakespeare sulla tragedia: D'Avolos è una versione di Iago, mentre Bianca perora la causa del cortigiano Roselli come Desdemona fa con Cassio.

### Composizione e stampa
Il periodo della composizione e della prima rappresentazione della tragedia è ignoto, ma molti critici ritengono che il 1633 sia la data più plausibile. Un riferimento a "woman antics" nel terzo dell'atto di Sacrificio d'amore potrebbe essere un riferimento al masque di Walter Montague The Shepherd's Paradise, scritto per la regina Enrichetta Maria e le sue dame di compagnia per una rappresentazione a corte nel gennaio 1633.
Il libraio Hugh Beeston pubblicò la tragedia in un'edizione in quarto nel 1633 e John Ford dedicò la tragedia al suo cugino omonimo alla Gray's Inn. Il cugico Ford era stato l'autore di versi epidittici per la stampa di un'altra opera del tragediografao, Melanconia d'amanti, pubblicata nel 1633. Il frontespizio del volume dichiara che Sacrificio d'amore è stato messo in scena dalla compagnia degli "Uomini della Regina Enrichetta" ("Queen Henrietta's Men") al Cockpit Theatre di Londra.

## Commento
Il giudizio critico sull'opera è stato spesso contraddittorio, anche se Sacrificio d'amore non è mai stata considerata al livello di Peccato che sia una sgualdrina, il capolavoro di Ford. T. S. Eliot scrisse che la tragedia è sfregiata dai peggiori difetti di cui Ford era capace, mentre Ronald Huebert formulò certi apprezzamenti sull'opera, pur non ritenendola una grande tragedia.